# Малов, Анатолий Васильевич (учёный)
Анато́лий Васи́льевич Мало́в (15 мая 1923, с. Новочеркутино, Добринский район, Воронежская область — 19 октября 2009, Тюмень) — советский российский учёный, зоотехник, кандидат сельскохозяйственных наук (1955), профессор (1973), ректор Тюменского государственного сельскохозяйственного института (1963—1980).

## Биография
Родился 15 мая 1923 года в селе Новочеркутино, Добринский район, Воронежская область.
Во время Великой Отечественной войны с 1941 по 1942 год работал на Сталинградском тракторном заводе слесарем-сборщиком. Воевал в народном ополчении, был ранен, после госпиталя был комиссован по состоянию здоровья. С 1943 по 1944 год — в Сталинградском речном порту.
В 1948 году окончил Сталинградский сельскохозяйственный институт по специальности «зоотехник». Был направлен на работу на Сталинградскую областную опытную станцию по животноводству, где последовательно трудился старшим научным сотрудником, заведующим отделом, заместителем директора по науке.
В 1955 году защитил диссертацию на соискание учёной степени кандидата сельскохозяйственных наук, в том же году начал преподавательскую деятельность доцентом в Сталинградском сельскохозяйственном институте.
С 1959 года жил и работал в городе Тюмень, где в сельскохозяйственном институте был назначен заместителем директора по учебной и научной работе. С 1962 по 1963 год преподавал в Тюменском государственном педагогическом институте деканом агробиологического факультета, заведующим кафедрой «Сельское хозяйство».
В 1963 году стал ректором Тюменского сельскохозяйственного института, возглавлял вуз до 1980 года. В 1973 году был избран профессором.
Уйдя с поста ректора до 1996 года работал заведующим кафедрой «Частная зоотехния» института. Был председателем Совета ректоров вузов Тюменской области с 1976 по 1979 год.
Анатолий Малов стал разработчиком программно-автоматическое управление технологическими процессами удаления навоза, вентиляции, трехступенчатого освещения, подогрева воды, пуска и остановки доильного аппарата, внедренных на сельскохозяйственных предприятиях Тюменской области. Написал 86 печатных научных работ.
Награжден Орденами Октябрьской Революции (1971), Трудового Красного Знамени (1966), Орден Отечественной войны II степени (1985) и медалями.
Скончался 19 октября 2009 года в Тюмени.

## Память
- Именем Анатолия Малова названа одна из улиц города Тюмень[1].